# Eupithecia nigrataenia
Eupithecia nigrataenia là một loài bướm đêm trong họ Geometridae.